# 當愛再來的時候
《當愛再來的時候》（法語：Gloria Mundi）是一部於2019年上映的法國劇情片。該片由侯貝·葛地基揚執導。它被選為第76屆威尼斯影展金獅獎的參賽電影。在威尼斯影展上， 亞希安·阿斯卡希德贏得威尼斯影展最佳女演員獎。

## 角色
- 亞希安·阿斯卡希德 飾演 西爾維
- 尚-皮耶·達胡桑 飾演 理查德
- 傑哈·梅隆 飾演 丹尼爾
- 阿娜伊絲·德穆斯提耶 飾演 瑪蒂爾達

## 外部鏈接
- 互联网电影数据库（IMDb）上《世界的勝利》的资料（英文）